# Gekkan GFantasy
Gekkan GFantasy (月刊Gファンタジー  Gekkan Jī Fantajī?) es una revista de manga japonesa de género shōnen publicada por la editorial Square Enix. Fue lanzada en 1992 como una edición especial de la revista Gekkan Shōnen Gangan bajo el nombre de Fantástic Cómic. En 1993 se convirtió en su propia revista bajo el nombre de GanGan Fantasy. En abril de 1994, fue finalmente renombrada a GFantasy.

## Mangas
Manga publicados:
| Serie                                                | Autor           | Ilustrador       | Género                                                             | Estado     |
| ---------------------------------------------------- | --------------- | ---------------- | ------------------------------------------------------------------ | ---------- |
| 10-4                                                 | Maki Hashiba    | Maki Hashiba     |                                                                    | Finalizado |
| √W.P.B.                                              |                 |                  | Aventura, Comedia, Fantasía                                        | Finalizado |
| Aragami Hime                                         | Sakuya Amano    | Sakuya Amano     | Fantasía, Sobrenatural                                             | Finalizado |
| Asagaya Zippy                                        |                 |                  |                                                                    | Finalizado |
| Baroque - Ketsuraku no Paradigm                      | Shinsyu Ueda    | Shinsyu Ueda     | Fantasía, Horror, Misterio                                         | Finalizado |
| Blanc Project                                        | Mayu Kosugi     | Mayu Kosugi      | Aventura, Ciencia Ficción, Comedia, Misterio, Recuentos de la vida | Finalizado |
| Crescent Noise                                       | Kozue Amano     | Kozue Amano      | Acción, Sobrenatural                                               | Finalizado |
| Crimson-Shell                                        | Jun Mochizuki   | Jun Mochizuki    | Acción, Fantasía, Misterio, Romance, Sobrenatural, Tragedia        | Finalizado |
| Cuticle Detective Inaba                              | Mochi           | Mochi            | Acción, Comedia, Fantasía, Parodia, Sobrenatural                   | En emisión |
| Diabolic Garden                                      | Ichigo Shiraki  | Ichigo Shiraki   | Acción, Romance, Sobrenatural                                      | En emisión |
| D-Drops                                              | Seana           | Seana            |                                                                    | Finalizado |
| Durarara!!                                           | Ryōgo Narita    | Suzuhito Yasuda  | Acción, Misterio, Psicológico, Sobrenatural                        | Finalizado |
| Fire Emblem: Ankoku Ryū to Hikari no Ken             | Maki Hakoda     | Maki Hakoda      | Aventura, Comedia, Drama, Fantasía, Romance                        | Finalizado |
| Fire Emblem: Shadow Dragon and the Blade of Light    | Maki Hakoda     | Maki Hakoda      | Aventura, Comedia, Drama, Fantasía, Romance                        | Finalizado |
| Fire Emblem: Seisen no Keifu                         | Nattsu Fujimori | Nattsu Fujimori  | Aventura, Comedia, Drama, Fantasía, Romance                        |            |
| Fire Emblem: Thracia 776                             | Yūna Takanagi   | Yūna Takanagi    | Acción, Aventura, Fantasía                                         |            |
| Higurashi no Naku Koro ni: Minagoroshi-hen           | Ryukishi07      | Hinase Momoyama  | Drama, Horror, Misterio, Psicológico                               | Finalizado |
| Higurashi no Naku Koro ni: Tatarigoroshi-hen         | Ryukishi07      | Jiro Suzuki      | Drama, Horror, Misterio, Psicológico                               | Finalizado |
| Higurashi no Naku Koro ni: Yoigoshi-hen (Side story) | Ryukishi07      | Mimori           | Drama, Horror, Misterio, Psicológico                               |            |
| Horimiya                                             | HERO            | Daisuke Hagiwara | Comedia, Escolar, Romance, Recuentos de la vida                    | En Emisión |
| Kuroshitsuji                                         | Yana Toboso     | Yana Toboso      | Comedia, Fantasía, Sobrenatural                                    | En Emisión |

- Daisuke! (Hasu Kikuzuki)
- Dazzle (Minari Endō)
- E's (Satoru Yuiga) (completa) Action, Supernatural
- Fukai no Game Tantei Aventura, Fantasía.
- Gestalt (Yun Kouga) (completa) Fantasía
- Gin no Kresnik
- Golden Girl Fantasía, Aventura, Comedia, Supernatural
- Hana no Shinsengumi Acción, Supernatural
- I, Otaku: Struggle in Akihabara (Sōta-kun no Akihabara Funtōki) (Jiro Suzuki) (completas)
- Kamisama no Tsukurikata Acción, Artes Marciales
- Kamiyomi (Ami Shibata)
- Kimi to Boku (Kiichi Hotta)
- Lammermoor no Shōnen Kiheitai (Nana Natsunishi)
- The Legend of Zelda: A Link to the Past
- The Legend of Zelda: Link's Awakening
- Monokuro Kitan (Kusu Rinka)
- Majin Tensei Fantasía
- Majokko Sentai Pastelion Acción, Comedia, Fantasía,
- Megami Ibunroku - Persona Acción, Horror, Supernatural
- Midori no Rio
- Nabari no Ō (Yuhki Kamatani) Acción, Comedia, Drama, Fantasía (completa)
- Pandora Hearts (Jun Mochizuki) Comedia, Fantasía,  Romance, Supernatural
- Pani Poni (Hekiru Hikawa) (completa) Comedia, Romance
- Radiata Stories - The Epic of Jack Aventura, Fantasía
- Rust Blaster (Yana Toboso) Acción, Comedia, Horror, Supernatural
- Saiyuki (Kazuya Minekura) (completa)
- Samurai Flamenco Comedia, Drama, Aventura
- Seisenki Elna Saga Acción, Aventura, Fantasía
- Senkouka Rubikura Aventura, Comedia, Ecchi, Fantasía
- Shin Kankaku Iyashikei Mahou Shoujo Behoimi-chan Comedia, Supernatural
- Shin Majin Tensei Gaiten Hato no Senki Fantasía
- Shunki Gentei Ichigo Taruto Jiken
- Silent Möbius Acción, Drama, Sci-fi, Supernatural
- Sota-kun no Akihabara Funtouki Comedia
- Switch (Naked Ape) (completa) Acción, Drama, Psicológico
- Tactics Comedia, Fantasía, Épica, Misterio,  Shonen Ai, Supernatural
- Tales of Destiny Aventura, Comedia, Fantasía
- Tales of Destiny 2 Acción, Aventura, Fantasía
- Teiden Shōjo to Hanemushi no Orchestra (Ninomiya Ai)
- Teriyaki Western
- Terra e... - Aoki Koubou no Keith Sci-fi
- To Heart 2 - Colorful Note Drama, Romance
- Torikago Gakkyuu (Shin Mashiba) Misterio, Psicológica, Supernatural
- Umineko no Naku Koro ni Episode 2: Turn of the Golden Witch Drama, Horror, Misterio, Psicológica,
- Vanpit Fantasía
- Watashi no Messiah-sama (Suu Minazuki) Acción, Aventura, Comedia, Drama, Fantasía, Harem, Romance, Supernatural
- Yumekui Kenbun (Shin Mashiba) (completa)
- Zombie-Loan (Peach-Pit) Comedia, Fantasía, Supernatural (completa)